# Misteldrossel

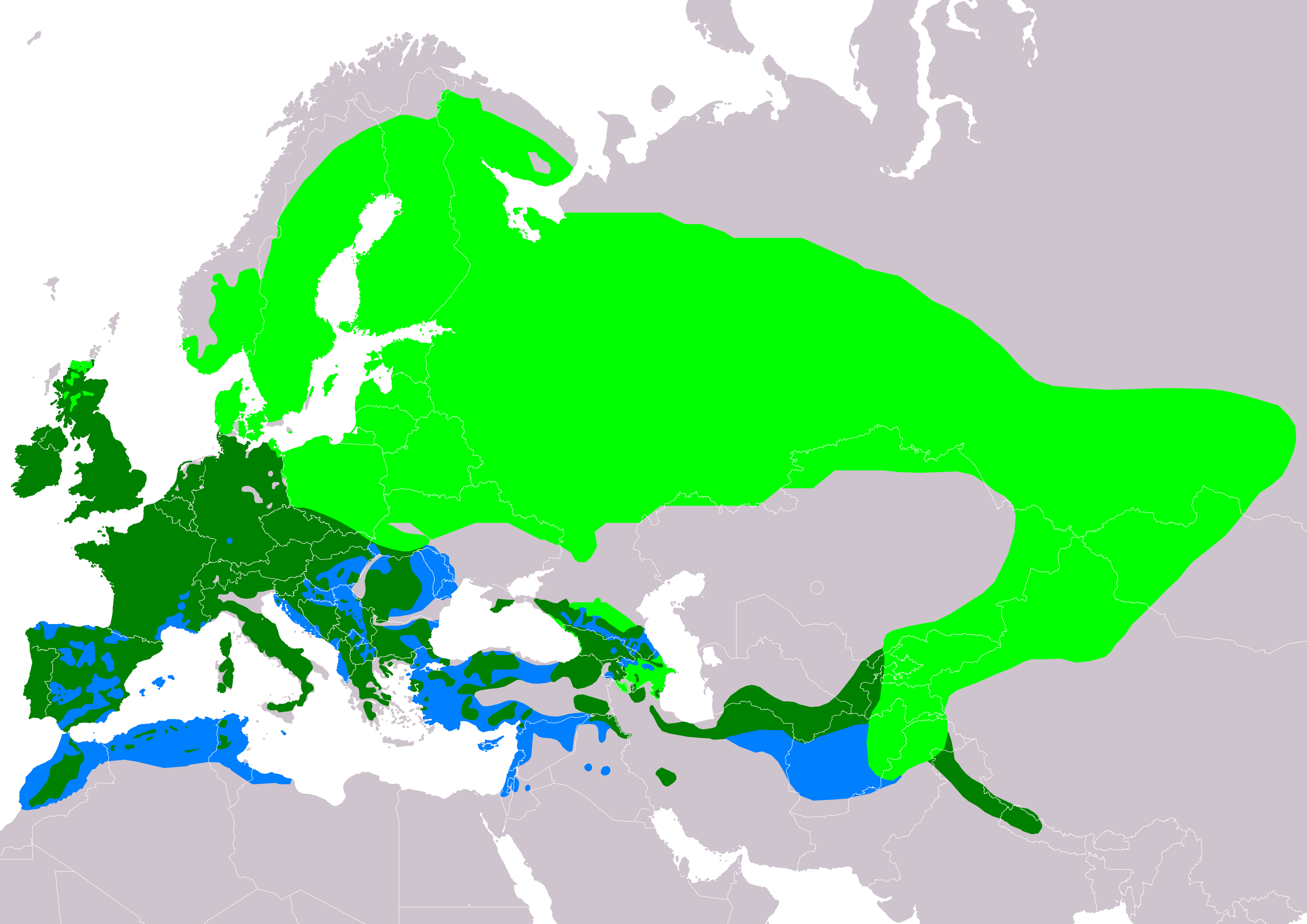
Verbreitung der Misteldrossel:
Brutgebiete
Ganzjähriges Vorkommen
Überwinterungsgebiete

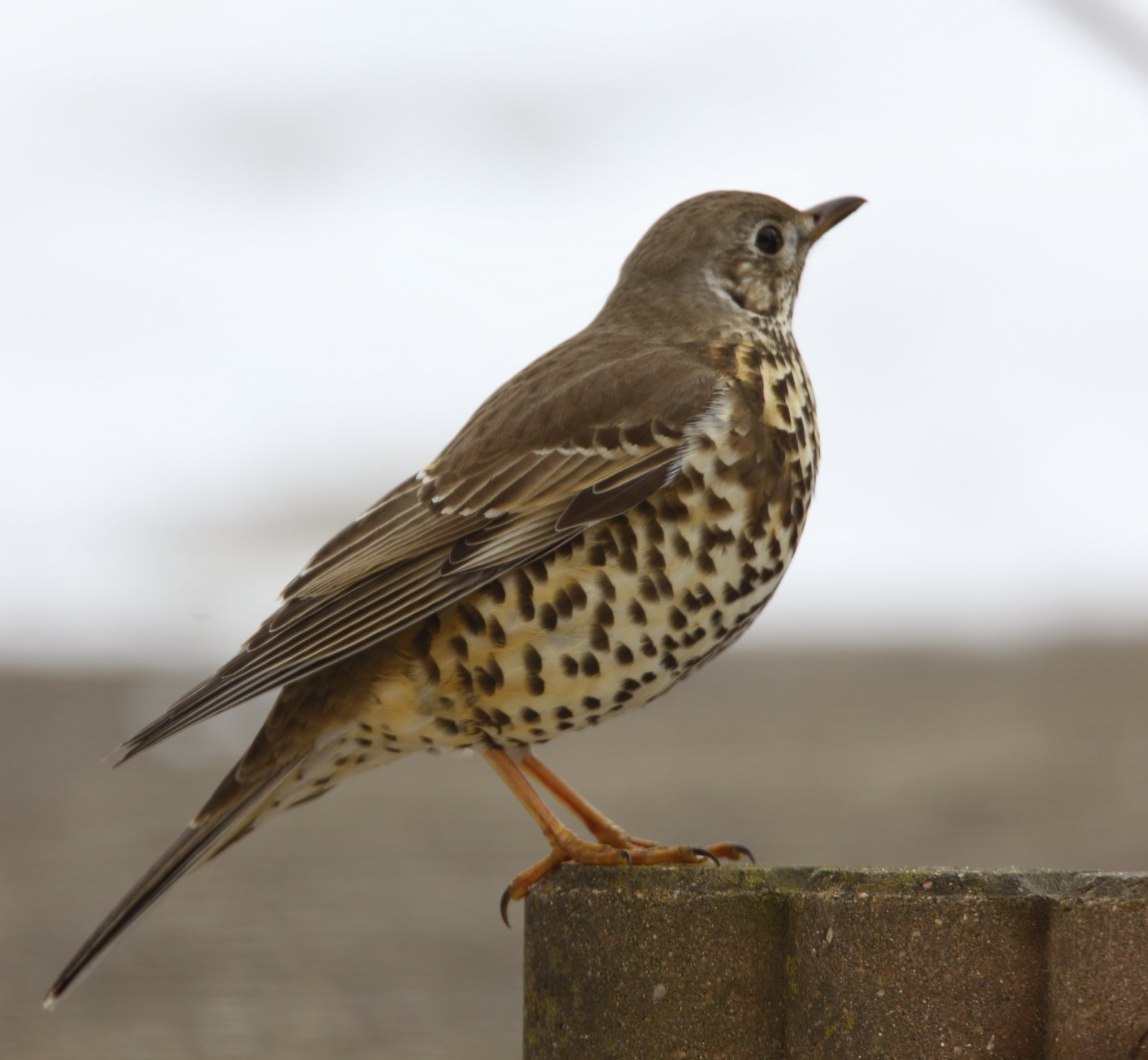
Misteldrossel

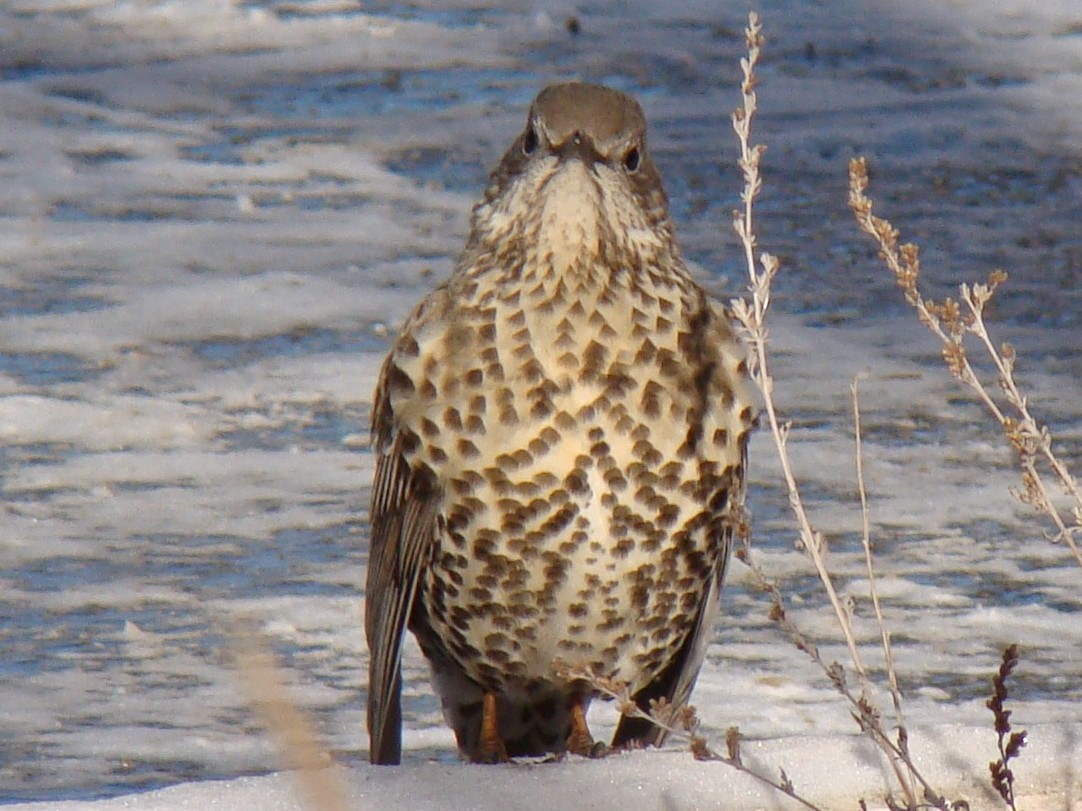
Misteldrossel

Die Misteldrossel (Turdus viscivorus) ist ein Singvogel aus der Familie der Drosseln (Turdidae). In Mitteleuropa ist die Misteldrossel die größte einheimische Drossel, die deutlich größer ist als beispielsweise die Amsel.

## Beschreibung
Die Misteldrossel erreicht eine Körperlänge von etwa 26 bis 29 Zentimetern. Das Körpergewicht kann bis 140 Gramm betragen. Im Aussehen ähnelt die Misteldrossel der Singdrossel, die aber nur maximal 22 Zentimeter lang wird. Die Oberseite ist graubraun, und die Unterseite ist weiß mit dunkelbraunen Flecken gefärbt. Der Unterflügel ist weiß gefärbt. Männchen und Weibchen haben die gleiche Färbung.
Ihr Ruf klingt in etwa wie „trr“ oder „zrr“, auch ein hartes „tzerrrr“ ist möglich. Ihr Gesang besteht aus kurzen, sich wiederholenden, melancholisch flötenden, weit tragenden Gesangsstrophen, die klanglich zwischen der Amsel und Singdrossel liegen. Sie werden in fast gleicher Tonhöhe vorgetragen. Die Strophen der Misteldrossel sind kürzer und eintöniger als die der Amsel, gepresste Lautfolgen fehlen. Misteldrosseln singen oft auch in der Mittagszeit.
Im Flug legt die Misteldrossel nach jeder Schlagphase ihre Flügel an, wodurch die stark wellenförmige Flugweise zustande kommt.

## Lebensraum
Das Verbreitungsgebiet der Misteldrossel erstreckt sich über Europa (mit Ausnahme des westlichen Skandinavien) und Nordwestafrika, die Hochgebirge Vorderasiens und über Westsibirien bis zum Baikalsee. Sie ist in Mitteleuropa ein Kurzstreckenzieher, der sein Brutgebiet im November verlässt und im Februar zurückkehrt. In milderen Regionen ist sie ein Teilzieher. Zugvögel überwintern im Mittelmeergebiet und in Westeuropa.
Die Misteldrossel lebt in lichten Wäldern, Parkanlagen und kleineren Gehölzen von Mitteleuropa. Im Süden ihres Verbreitungsgebietes ist sie überwiegend im Gebirge, dagegen in Zentral- und Westeuropa zunehmend in Ortschaften anzutreffen. Die meisten Misteldrosseln ziehen im Herbst in Richtung Südwesteuropa und überwintern dort.

## Ernährung
Die Misteldrossel ernährt sich von Beeren, Obst, Weichtieren, Insekten und deren Larven. Den überwiegenden Anteil ihrer Nahrung stellen jedoch Regenwürmer und im Winterhalbjahr, bei Schneelage oder gefrorenem Boden, die Früchte der Weißbeerigen Mistel dar, wodurch der Vogel auch zu seinem Namen kam. Durch das Verzehren der Beeren und bald danach Ausscheiden der von Klebschleim umhüllten Samenkerne dieses Halbschmarotzers trägt diese Drossel zusammen mit hier wenigen anderen Vogelarten („Mistelverbreiter-Vögeln“) zu dessen Ausbreitung bei. Sie sucht hauptsächlich auf dem Boden, auf Wiesen und Weiden nach Nahrung.

## Fortpflanzung

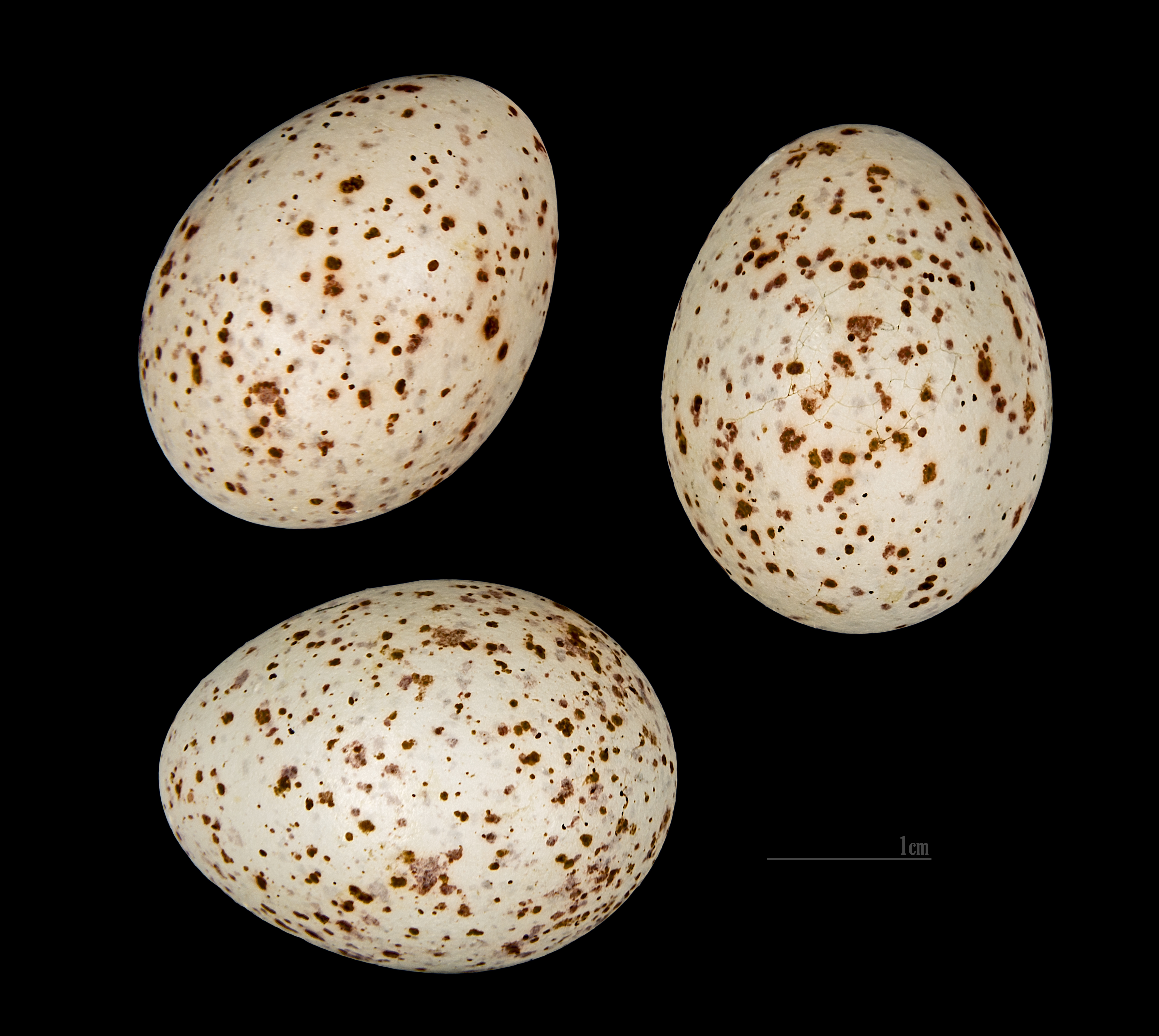
Eier der Misteldrossel

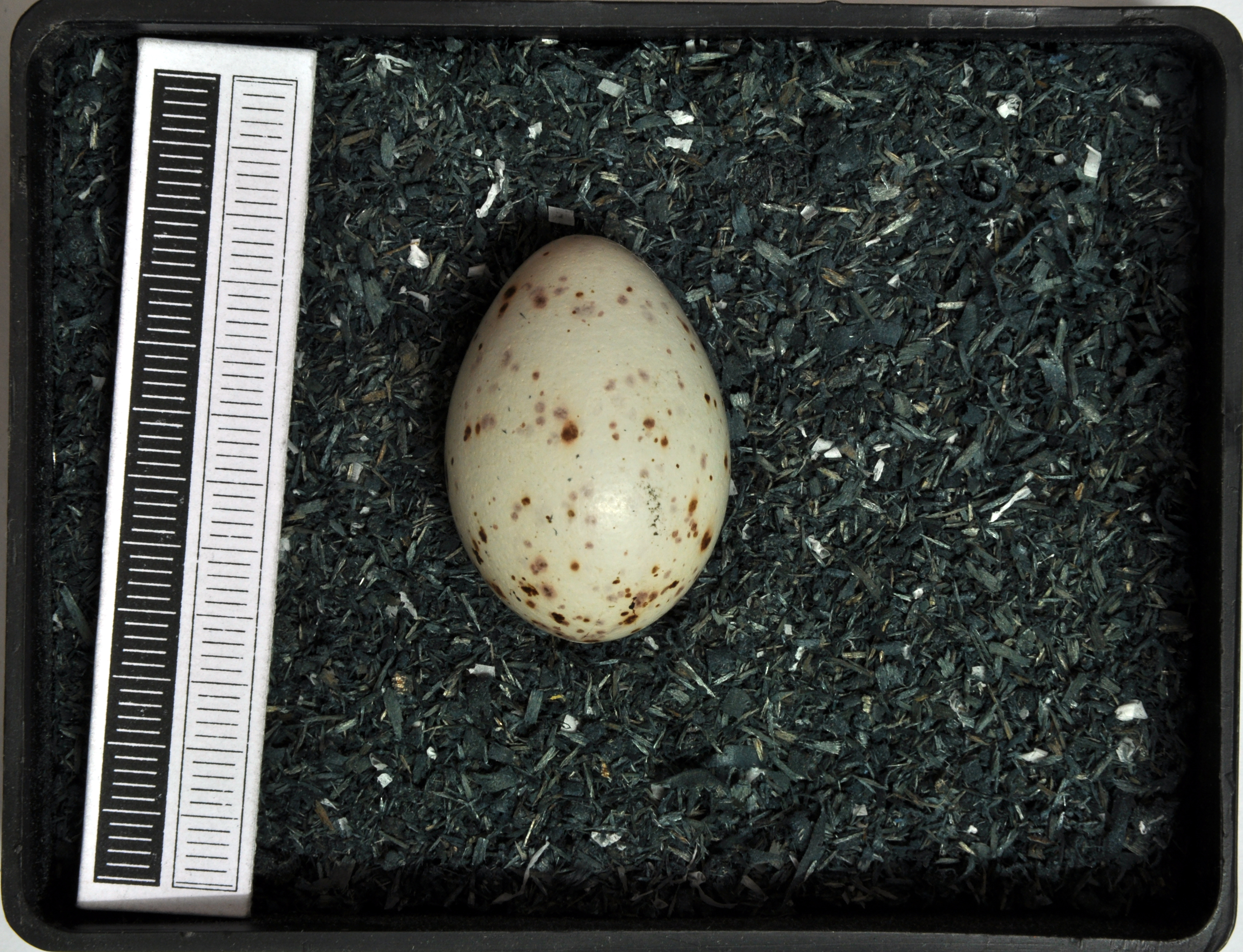
Ei, Sammlung Museum Wiesbaden

Die Misteldrossel brütet in lichten, hochstämmigen Wäldern, in parkartigen Landschaften mit Gehölzen, Alleen und Hecken sowie in Parks, auf Friedhöfen und in Gärten. Das Nest wird meist hoch in den Bäumen in eine Astgabel gebaut. Es handelt sich um einen verhältnismäßig großen, umfangreichen Napf, der aus Gras, Stängeln, Wurzeln, Moos, altem Laub sowie feuchter Erde vom Weibchen gebaut wird. Die Nistmulde ist mit feinem Gras ausgepolstert.
Die Brutzeit beginnt in Mitteleuropa schon sehr früh im März und endet im August. Das Weibchen legt vier bis sechs Eier, welche etwa zwei Wochen bebrütet werden, bis die Jungvögel schlüpfen. Nach 12 bis 15 Tagen werden die Jungvögel flügge und werden dann noch für einige Tage gefüttert. Bei einem erneuten Wintereinbruch kann es bei frühen Bruten zu Gelegeverlusten kommen.
Jungvögel sind nach einem Jahr geschlechtsreif.

## Kulturgeschichte
Die alten Römer spotteten über die Ornithochorie der Misteldrossel: Turdus ipse sibi cacat malum („die Drossel kackt sich selbst ihr Verderben“), da der Vogel zur Ausbreitung der Eichenmistel (Loranthus europaeus) beiträgt. Aus dieser Pflanze wird Vogelleim gewonnen, der wiederum den Vogelfängern zur Jagd auf die Misteldrossel dient.
Der sächsische Ort Schnarrtanne im Vogtlandkreis hat nach diesem Vogel (die „schnarre“ im Frühneuhochdeutschen) bzw. dessen Gesang seinen Namen erhalten. Er ist seit 1551 urkundlich nachweisbar. Weiterhin gibt es verschiedene Orte mit dem Namen Schnarrenberg.